# Georg Fell

Georg Fell

Georg Fell (* 23. Januar 1858 in Oberursel; † 28. Februar 1938 in Altona-Klein Flottbek) war ein deutscher Schlosser, Konsumgenossenschafter, Gewerkschafter, Sozialdemokrat und Manager.
Georg Fell wurde am 23. Januar 1858 in Oberursel geboren. Sein Vater war Zigarrenarbeiter. Er besuchte die Volksschule von 1864 bis 1872 und erlernte dann das Schlosserhandwerk. Er arbeitete in verschiedenen Teilen Deutschlands und kam 1881 nach Leipzig. Um 1884/1885 war er Vorsitzender des Fachvereins der Metallarbeiter für Leipzig und Umgegend. Spätestens 1890 gehörte er dem Agitationskomitee der SPD für die Reichstagswahlen der Region in und um Leipzig an. Von 1894 bis 1900 vertrat er die Sozialdemokraten in der Stadtverordnetenversammlung. 1890 und 1893 war er Delegierter auf den SPD-Parteitagen.
1887 wurde er Mitglied des Consum-Vereins für Plagwitz und Umgegend. Von der Generalversammlung dieses Konsumvereins wurde er am 9. Oktober 1887 in den Vorstand gewählt. Dieses Amt versah er zuerst ehren-, nebenamtlich. Im März 1889 wurde er festangestellter und besoldeter Geschäftsführer, d. h. Geschäftsführender Vorstand. Diesen Posten hatte er 11 Jahre inne. Unter der Leitung von Georg Fell wurde der Konsumverein Leipzig-Plagwitz, wie er nach der Eingemeindung von Plagwitz nach Leipzig hieß, in beispielloser Schnelligkeit zu einer der größten genossenschaftlichen Unternehmungen. Ende der 1890er Jahre hatte er dort die größte und modernste Dampfbäckerei Deutschlands in Verbindung mit einer 40-t-Getreidemühle errichtet. Obwohl von Beruf Schlosser und kein Kaufmann, hatte er als Geschäftsführender Vorstand des Konsumvereins seine organisatorische Begabung bewiesen.
Ab 1896 war er Mitglied des Aufsichtsrates der Großeinkaufs-Gesellschaft Deutscher Consumvereine (GEG), die sich zu der Zeit zur Waren- und Wirtschaftszentrale der sozialistischen Konsumgenossenschaften entwickelte.
Im April des Jahres 1899 unternahm er mit sechs anderen Aufsichtsratsmitgliedern der GEG, ihrem Geschäftsführer Ernst August Scherling und einem weiteren Konsumgenossenschafter auf Einladung der Co-operative Wholesale Society Limited (C.W.S) eine zweiwöchige Englandreise, um die Organisation und Betriebe der C.W.S. kennenzulernen. Diese Reise war für ihn, wie für die anderen Teilnehmer, insbesondere der Anstoß die Eigenproduktion der GEG zu forcieren. Nach der Reise verfasste er wie andere Teilnehmer der Fahrt (Heinrich Lorenz, Adolf Gustav Seifert, Max Hoppe und Ernst August Scherling) je einen Teil eines Reiseberichtes. Dieser wurde im Wochenbericht der GEG veröffentlicht und fand in der sozialistischen deutschen Konsumgenossenschaftsbewegung sehr große Beachtung. Auf der Generalversammlung der GEG am 17. März 1900 in Gera wurde Fell trotz seines Sträubens zum Zweiten Geschäftsführer dieser Gesellschaft gewählt. Schweren Herzens nahm er schließlich die Wahl an. Am 1. Juli 1900 begann er sein Vorstandsamt am Sitz der Gesellschaft in Hamburg.
Für die Genossenschaftsfreunde überraschend kündigte er im Juli 1902 seien Anstellung als Geschäftsführer der GEG und schied zum 31. Dezember aus. Er übernahm bei der Margarinefabrik Jürgens & Prinzen am 1. Januar 1903 eine Direktorenstelle, die er bis zum 30. Juni 1904 innehatte. Ab 1. Juli war Fell Direktor der A. L Mohr G.m.b.H. Margarinefabrik, Altona-Bahrenfeld. Auch hier hatte er sich über Jahrzehnte als Manager bewährt.
Fell starb 1938 durch einen Herzschlag.
Fell war seit 1885 mit Marie Henriette Caroline Lerchner (1861–1933) verheiratet.